# 톨리마주

톨리마 주

톨리마주(스페인어: Departamento del Tolima)는 콜롬비아 중서부에 위치한 주로 주도는 이바게이며 면적은 23,562km2, 인구는 1,400,203명(2013년 기준), 인구 밀도는 59명/km2이다. 1886년 8월 4일에 신설되었으며 6개 현을 관할한다. 북쪽과 서쪽으로는 칼다스 주, 동쪽으로는 쿤디나마르카 주, 남쪽으로는 우일라 주와 카우카 주, 서쪽으로는 바예델카우카 주, 킨디오 주, 리사랄다 주와 접한다.

주기
주 문장